# (26308) 1998 SM165
(26308) 1998 SM165 ali  (26308) 1998 SM165 je čezneptunski asteroid, ki se nahaja v Kuiperjevem pasu. Spada v skupino tutinov. Za tutine je značilno, da so v resonanci 2 : 1 z Neptunom.

## Odkritje
Odkrila ga je Nichole M. Danzl 16. septembra 1998.

## Naravni satelit (luna)
Asteroid ima (podobno kot 10% vseh čezneptunskih teles) tudi svoj naravni satelit, ki so mu dali oznako S/2005 (26308) 1. V premeru meri 96 ± 12 km, od asteroida (26308) 1998 SM165 pa je na razdalji 11.310 ± 110 km. Za en obhod potrebuje 130,1 ± 1 dan.